# Eustala banksi
Eustala banksi là một loài nhện trong họ Araneidae.
Loài này thuộc chi Eustala. Eustala banksi được Arthur Merton Chickering miêu tả năm 1955.